# Luigi Guglielmi
Luigi Guglielmi, né à Rome en 1834 et mort dans la même ville le 15 février 1908, est un sculpteur italien.

## Biographie
Luigi Guglielmi naît à Rome en 1834.
Guglielmi étudie sculpture à l'Accademia di San Luca, où il remporte la médaille d'or au concours Balestra, il est élève du sculpteur néoclassique Filippo Gnaccarini (Rome 1804-1875).
Son premier succès est le groupe sculptural en marbre Daphnis et Chloé de 1864, qui se trouve actuellement au Musée Ariana à Genève.
En 1862, il expose à l'exposition internationale de Londres le groupe La mariée et la voyante. En 1869, il expose à Munich la sculpture Ruth et Noemi. En 1978, Guglielmi envoie à Paris sa sculpture La jeune fille qui éduque le chien, qui connaît un tel succès que des copies en céramique sont réalisées. En 1882, il réalise la sculpture de l'Immaculée Conception pour la Piazza del Carmine à Cagliari. Entre 1884 et 1890, Guglielmi est à Genève, chargé par M. Gustave Revilliod de réaliser des sculptures en marbre pour le musée Ariana : Adonis, Flora, Antinoe, Fauna, et les quatre lions en grès des façades latérales. Il a également sculpté les bustes de Gustave et d'Amélie Victoire Revilliod. En 1904, Guglielmi participe à l'exposition italienne de Londres organisée par la Chambre de commerce et expose la sculpture Pius IX. Son succès est dû à la production de portraits en marbre de personnalités importantes telles que le roi Vittorio Emanuele, la reine Margherita, Cavour, Pie IX  et l'architecte Antonio Sarti. Quelques-unes de ses œuvres sont conservées à la Galerie  nationale d'art moderne de Rome et au Musée d'art et d'histoire de Genève.
Il meurt à Rome le 15 février 1908.